# 柳才馨
柳 才馨（リュウ・ジェヒョン、류재형、りゅう さいけい、1977年9月24日 - ）は、大韓民国の囲碁棋士。慶尚南道 金海市 出身、韓国棋院所属、九段。バッカス杯天元戦準優勝など。

## 経歴
1993年入段。1995年三段。1997-99年名人戦リーグ入り。2000年四段、天元戦決勝で李世乭に0-3で敗れ準優勝。2001年五段。2001、02年棋聖戦ベスト4。2002年KAT杯決勝で趙漢乗に敗れ準優勝。2003年王位戦リーグ入り。2004年六段、SKガス杯新鋭プロ十傑戦3位、棋聖戦挑戦者決定戦進出し崔哲瀚に1-2で敗れる。2004年KBS杯バドゥク王戦ベスト8。2005年七段、電子ランド杯王中王戦白虎部優勝、囲碁マスターズ帝王戦準優勝、農心杯出場。2008年八段。2010年九段。2011年BCカード杯世界囲碁選手権ベスト32、GSカルテックス杯プロ棋戦ベスト8。
韓国囲碁リーグには2004年から4期出場。韓国棋士ランキングでは2005年5月25位。2014年7月まで551勝348敗2ジゴ。
- 農心辛ラーメン杯世界囲碁最強戦 2005年 1-1（○羽根直樹、×劉星）
- 韓国囲碁リーグ
  - 2004年（ハンゲーム）7-0
  - 2006年（毎日乳業）2-8
  - 2011年（ハンゲーム）0-4
  - 2013年（新安天日塩）0-1